# میکروسکوپ (صورت فلکی)
میکروسکوپ یکی از صور فلکی جنوبی است

## تاریخچه
در قرن هفدهم کشف گردیده‌است